# Barthels Hof

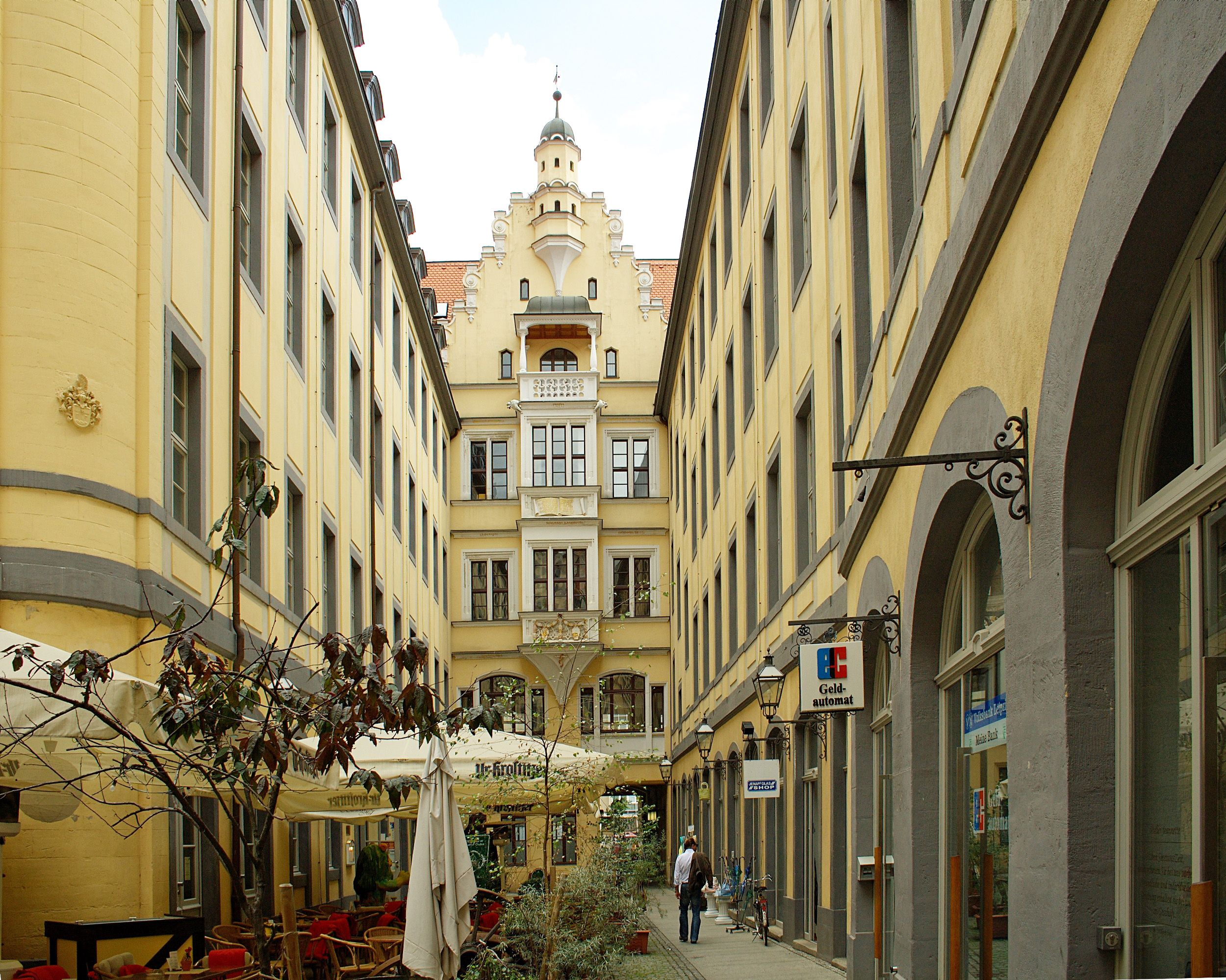
Blick vom Hof auf den östlichen Gebäudeteil am Markt mit dem Renaissanceerker des Hauses „Zur goldenen Schlange“ (2009)

Barthels Hof ist ein historischer Gebäudekomplex in der Leipziger Innenstadt. Er ist der letzte, nahezu im Originalzustand erhaltene „Durchhof“ aus Zeiten der Warenmesse, d. h., die Fuhrwerke fuhren hinein, die Waren wurden abgeladen, und die Fuhrwerke fuhren – ohne zu wenden – hinaus. Die Ställe der Pferde waren in den Vororten von Leipzig, z. B. Gohlis oder Liebertwolkwitz. Ab 1893 gab es die sogenannte Mustermesse; d. h., es wurden nur Muster der Waren gezeigt, die dann auf Bestellung gefertigt wurden. Das Vorderhaus liegt dort, wo die Hainstraße in den Markt mündet, der gesamte Baukomplex erstreckt sich bis zur Kleinen Fleischergasse. Barthels Hof zählt heute zu den bedeutenden Sehenswürdigkeiten der Stadt.
Im August 1928 bezog die Mitteldeutsche Rundfunk AG (MIRAG) zwei Etagen von Barthels Hof, was ihm in dieser Zeit auch den Namen MIRAG-Haus einbrachte. Von 1946 bis 1984 war Barthels Hof der Sitz der Stadtbibliothek Leipzig und vorübergehend auch des Leipziger Messeamts.
Barthels Hof gehörte zur Konkursmasse des Immobilienunternehmers Jürgen Schneider, der hier eine Baustelle hinterließ. Die Arbeiten konnten durch andere Investoren fortgeführt werden. Beim Umbau wurde das Gebäude aber nahezu vollständig entkernt, nur das Gewölbe der Gaststätte und einige Treppenhäuser blieben im Original erhalten. Heute befinden sich im Barthels Hof zahlreiche Geschäfte und das traditionelle Restaurant „Barthels Hof“, in dem seit über einem Jahrhundert typisch sächsische Küche angeboten wird.

## Geschichte

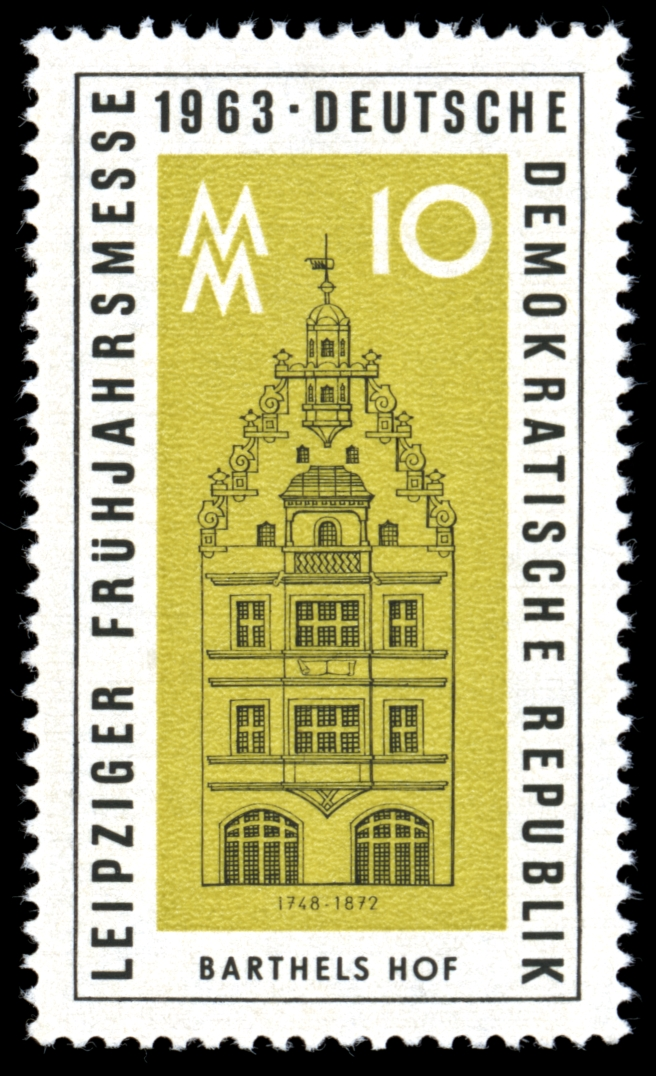
10-Pfennig-Sondermarke der DDR-Post 1963, „Barthels Hof“ (Serie: Leipziger Messe)

Barthels Hof wurde als typischer Messehof damaliger Zeit in den Jahren 1747 bis 1750 von George Werner für den Leipziger Kaufmann Gottlieb Barthel erbaut. Die barocke Fassade zur Fleischergasse ist sehr schmal und unscheinbar, so dass man dahinter kaum ein solches Bauwerk vermutet. Um den unregelmäßig geformten Hof ordnen sich vierstöckige Häuser an, die alle ein sehr hohes Dach aufweisen. Horizontalen und Gesimse sind an diesem Bauwerk nicht zu finden, wodurch der Hof sehr nach oben strebend wirkt. Im Durchhaus befanden sich im Erdgeschoss offene Verkaufsgewölbe, welche mit Fensterläden verschlossen wurden. Es gibt noch zwei Läden, wo man diese Verkaufsgewölbe im Originalzustand sehen kann. Typische Läden im 18. Jahrhundert waren z. B. Galanteriewaren, Tuchgeschäfte, Läden, welche Perücken anboten oder z. B. auch Krinolinen, welche dann später in abgeänderter Form Reifröcke genannt wurden. Im Obergeschoss gab es repräsentative Festsäle. In den übrigen Gebäudeteilen waren Wohnräume untergebracht. Dass die Dachgeschosse als Warenspeicher genutzt wurden, zeigen heute noch die Kranbalken, die zum Emporziehen der Waren angelegt worden waren.
Die neobarocke Sandsteinfassade zur Marktseite wurde 1870/1871 geschaffen. Dabei wurde die Renaissancefassade des Hauses „Zur goldenen Schlange“ mit zweistöckigem Erker, Volutengiebel und aufgesetztem Türmchen vom Markt an die Hofseite verlegt. Der Erker stammt aus dem Jahre 1523 und ist das älteste erhaltene Fragment einer Bürgerhausfassade in Leipzig. Eine um ein Kreuz gewundene, vergoldete Schlange am Konsolstein des Erkers war die Namensgeberin des Hauses „Zur goldenen Schlange“, das für den Kaufmann Hieronymus Walther erbaut wurde. Das Wappen der Familie Walther ist im Brüstungsfeld über dem Konsolstein zu sehen. Über dem unteren Fenster des Erkers befindet sich ein weiteres Brüstungsfeld mit einem aufgeschlagenen Buch und einer lateinischen Inschrift, die auf den Bauherrn und – als Chronogramm verschlüsselt – das ursprüngliche Erbauungsjahr 1523 verweist. Seit 2012 hat der Lehmstedt Verlag seinen Sitz in Barthels Hof.

Historische Ansichten
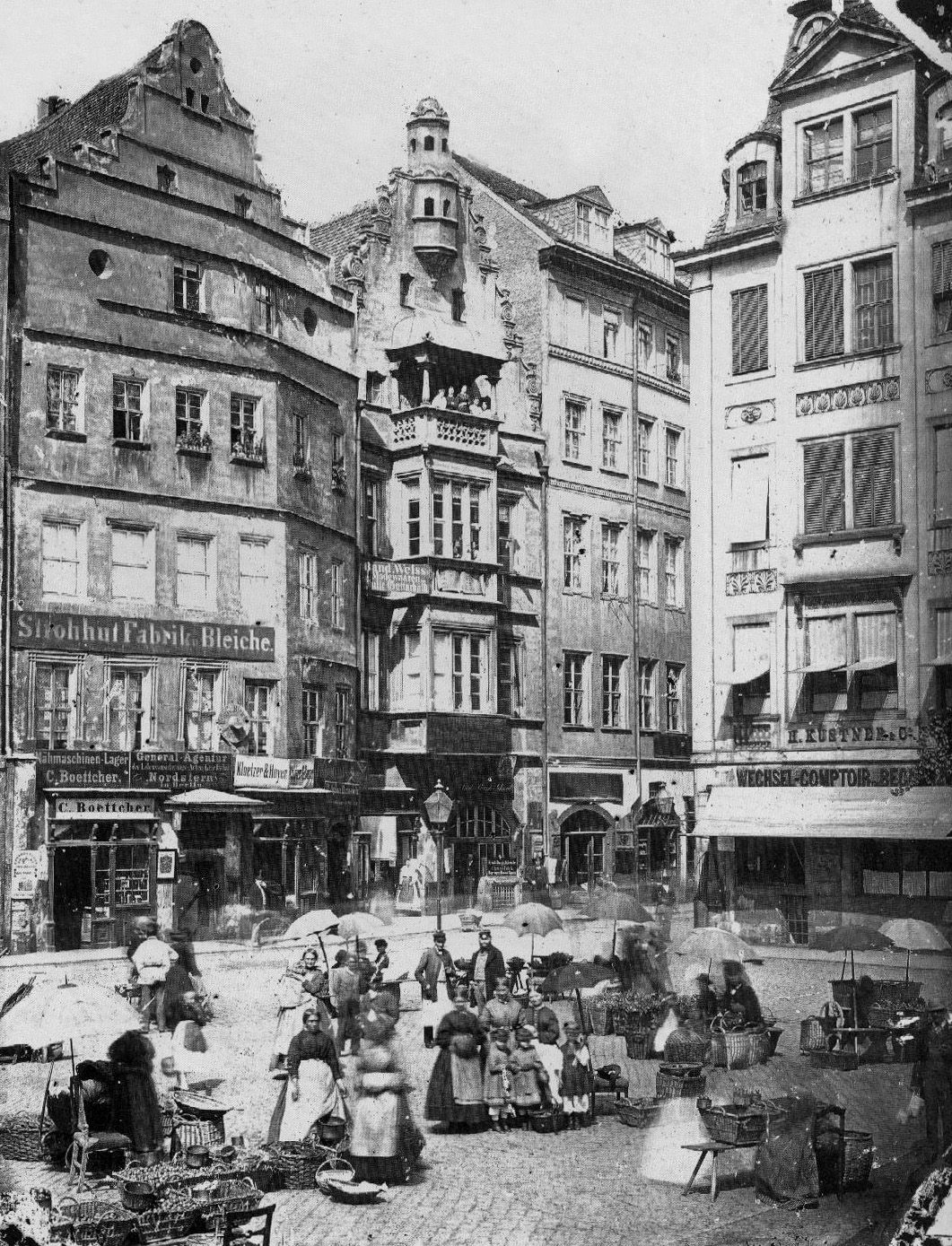
Barthels Hof, vom Markt aus gesehen (vor dem Umbau)
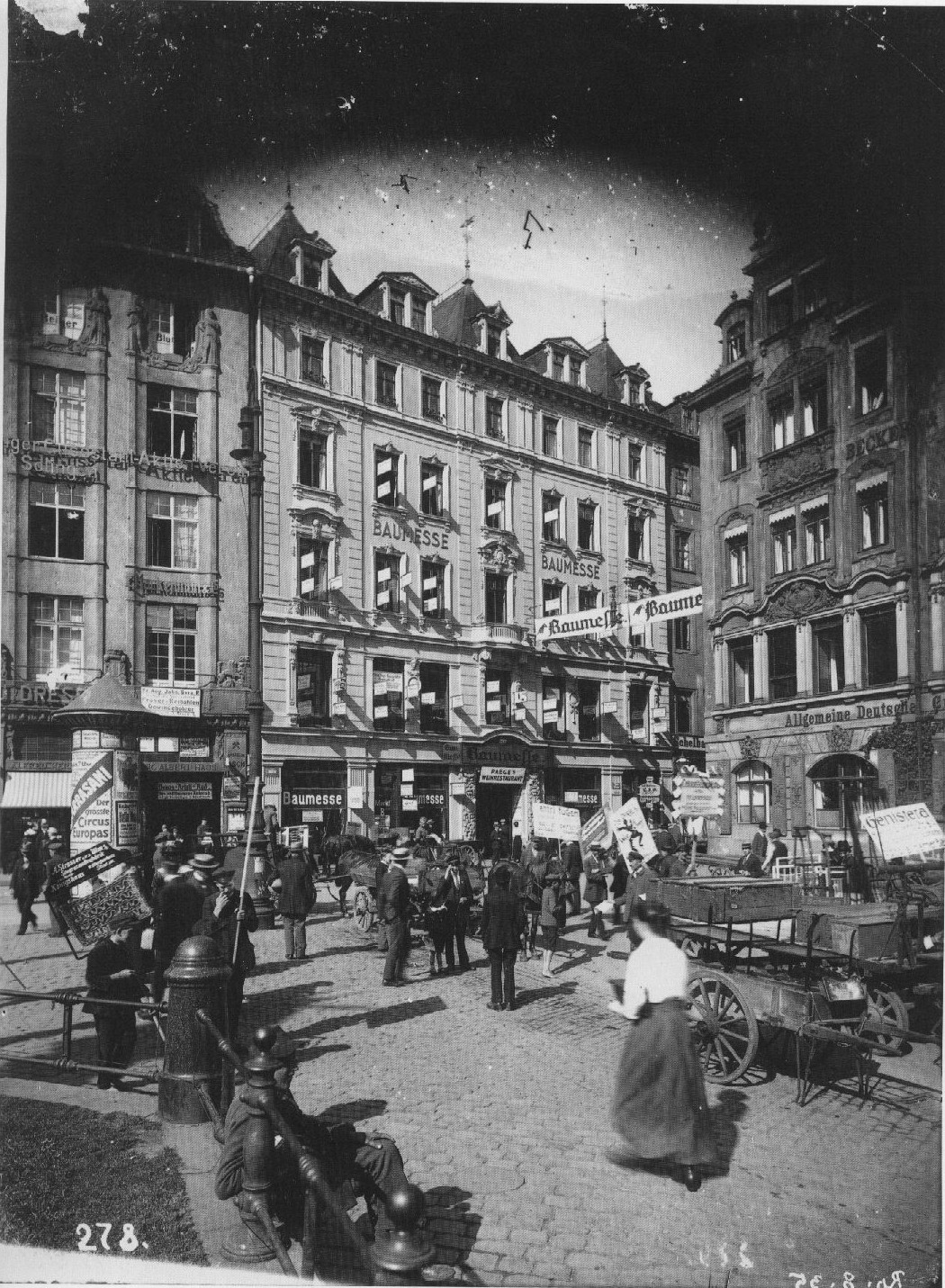
Barthels Hof, vom Markt aus gesehen (um 1890)
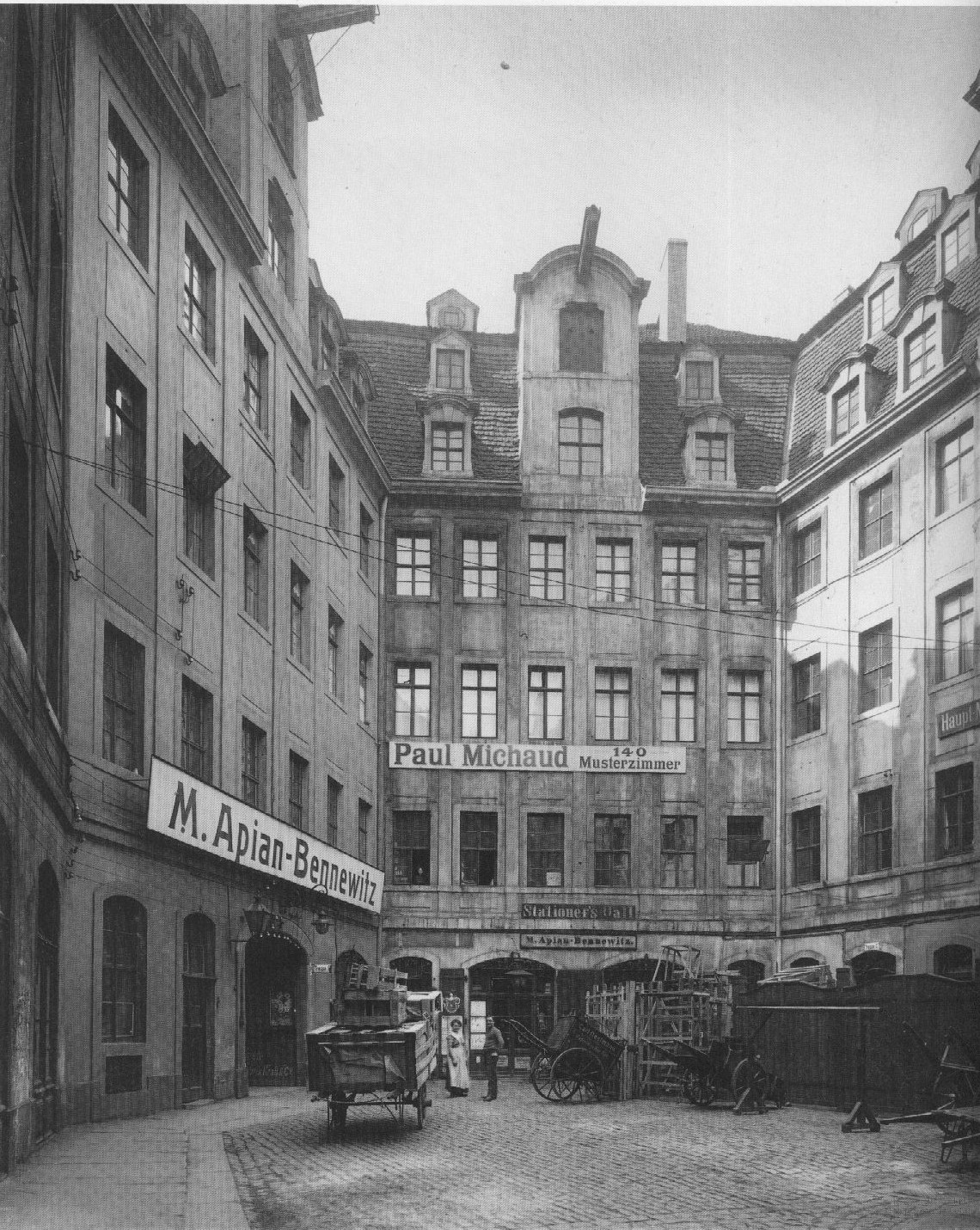
Hof nach Westen (um 1890)
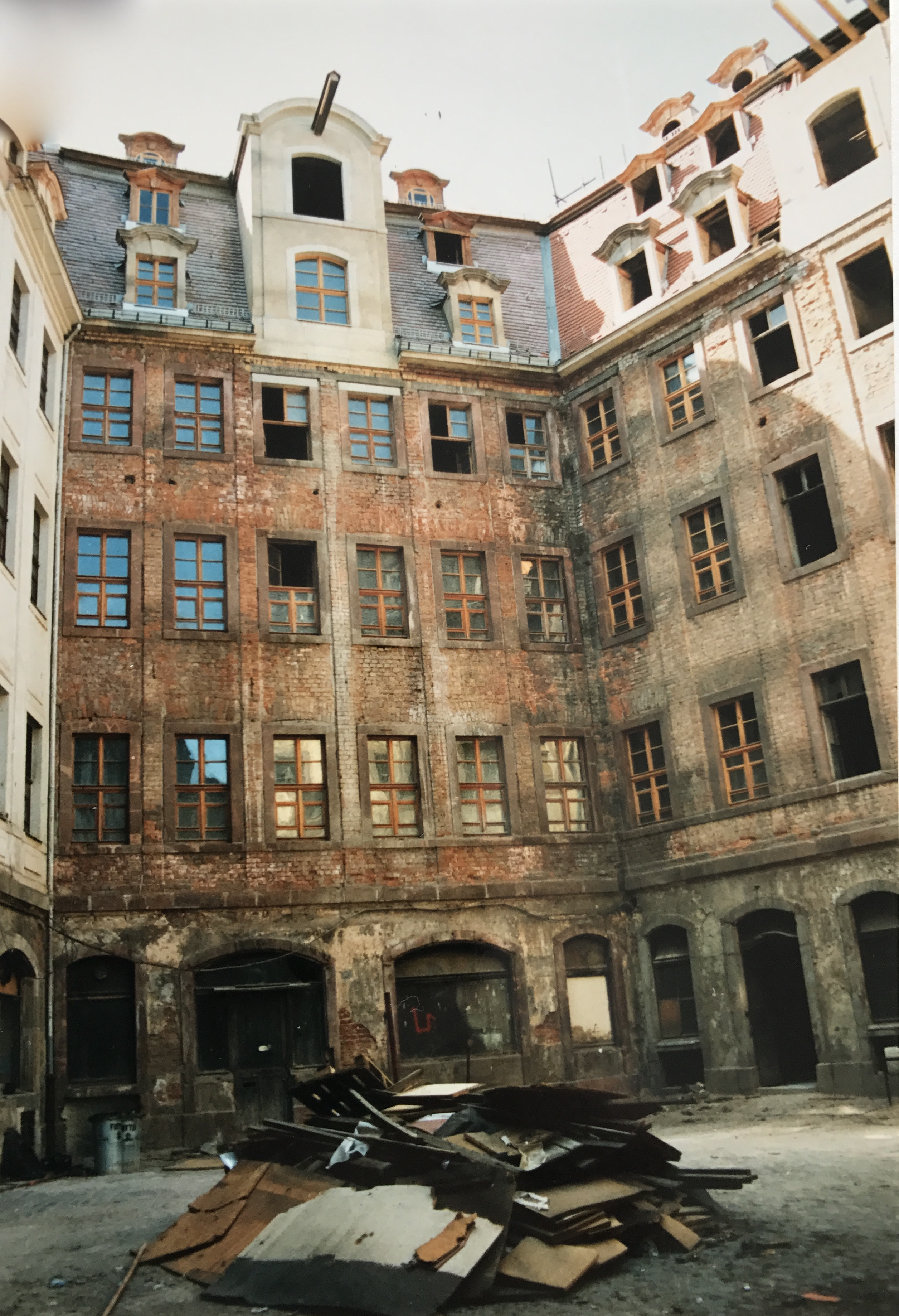
Hof nach Westen (1991)
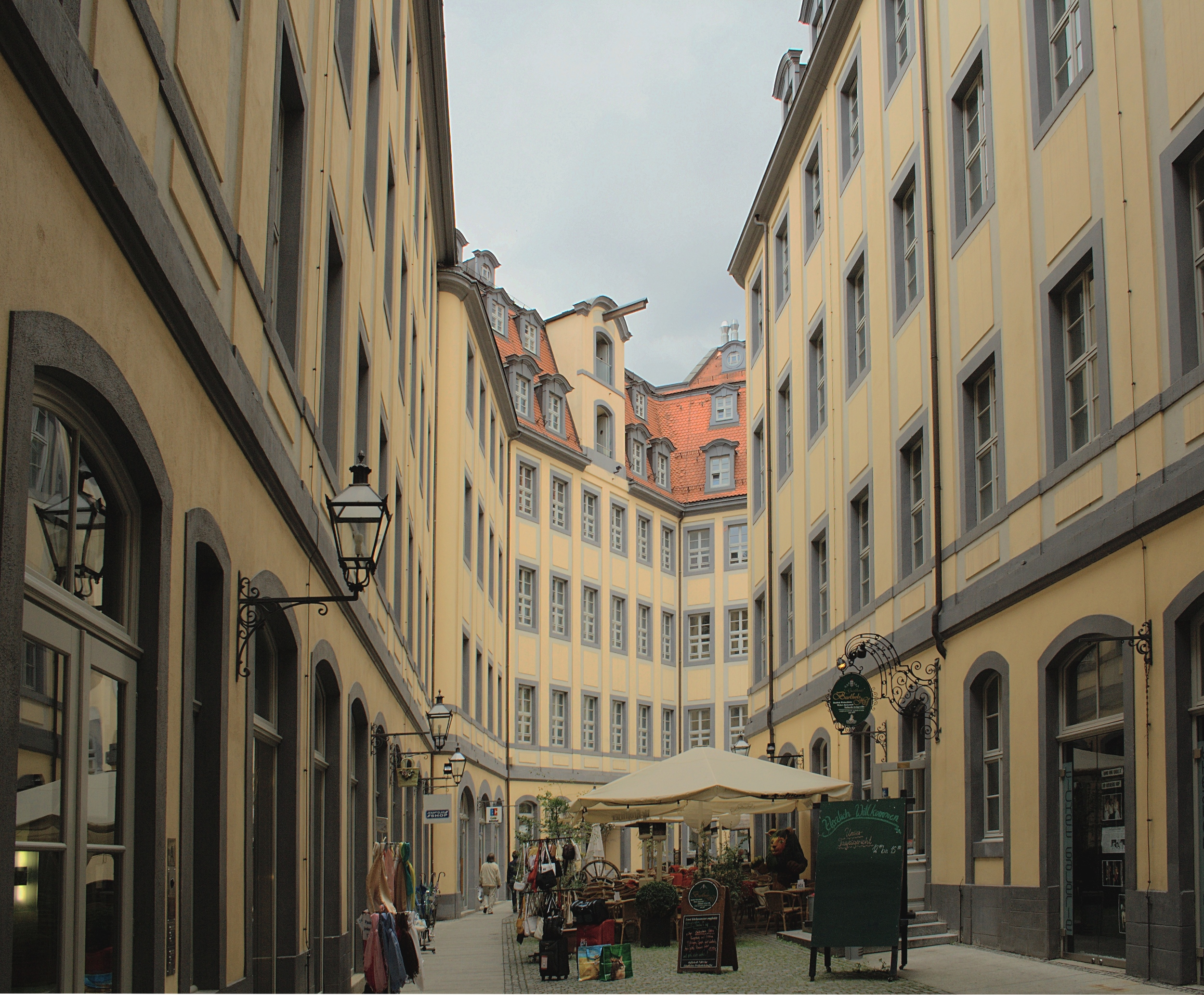
Hof nach Westen (2009)

## Inschriften
- Mitte des Erkers: Waltherus senior positas Hieronymus edes; Magnificis primus sumptibus extulerat; Dum regit hanc urbem Georgius iclytus Heros;Saxoniae princeps, Dux pictate sacer Quassatam miseri Petri quo tempore navem Cum Carolo quinto, sexte Adriane tenes Quodsi post Christum natum numeraveris annos CaLCVLVs e VIso CarMIne CertVs erIt. Der Text enthält ein sogenanntes Chronostichon (Zeitgedicht), eine Gedichtform, welche in der Renaissance häufig verwendet wurde.
- An der Konsole, über dem Hauszeichen (Goldene Schlange): 4. Mose 21,8; Qui percussus aspexit eum, vivet. (Da sprach der Herr zu Moses. Mache Dir eine eherne Schlange und richte sie an einer Stange hoch auf. Wer gebissen ist und siehet sie an, der soll leben.)
- Links davon unter dem Fenster: Princeps pacis (Friedensfürst aus Jes 9,5 EU) Jesaja 9.
- Rechts davon, unter dem Fenster: Deus fortis (starker Gott) Jesaja 9.
- Unter den Fenstern, rechts: Matthäus 27,37; (hebräisch) Dies ist Jesus, der Juden Köing. Mitte; Johannes 19,19 (griechisch) Jesus von Nazareth, der Juden König.
- Unter den Fenstern, links: Lukas 23,38; (Rex Judaeorum) Dies ist der Juden König (In den drei „heiligen“ Sprachen, die Inschrift des Kreuzes Jesu).
- Über den Fenstern des 2. Geschosses, rechts: 2.Mose 6,2; Nomen meum Adanay (und Gott redete mit Mose und sprach zu Ihm; Ich bin der Herr)
- Über den Fenstern des 2. Geschosses, links: Offenbarung Johannis 19,13; Vocabatur nomen ejus, verbum Die (Und er war angetan mit einem Kleide, das mit Blut besprengt war und sein Name heißt; das Wort Gottes).
- Im Türmchen: Lukas 2,14; Gloria in altissimis Deo et in terra pax. (Ehre sei Gott in der Höhe und Friede auf Erden und den Menschen ein Wohlgefallen).

## Kugelpanoramen des Innenhofes
|  |  |